# Jaromír Radkovský
Jaromír Radkovský (* 12. srpna 1968) je český politik a manažer, od roku 2017 do roku 2025 generální ředitel Letiště Leoše Janáčka Ostrava, v letech 2016 až 2019 zastupitel Moravskoslezského kraje, od roku 2014 zastupitel města Nový Jičín, člen hnutí ANO 2011.

## Vzdělání, profese a rodina
Po studiích na Vysoké vojenské pedagogické škole v Bratislavě a Univerzitě Palackého v Olomouci pracoval 3 roky jako důstojník štábu a vojenský psycholog u stíhacího letectva Armády ČR na letištích v Mošnově a v Přerově a po odchodu z armády až do roku 1998 jako dětský psycholog v Pedagogicko-psychologické poradně a v Nemocnici s poliklinikou v Novém Jičíně.
V roce 1999 přijal nabídku opavské farmaceutické firmy TEVA vybudovat útvar vzdělávání a později vedl celé personální oddělení. Po dokončení studia MBA na J. Moores University of Liverpool v roce 2003 začal pracovat jako personální ředitel ve výrobním závodě IAC Group vyrábějícím automobilové díly.
V letech 2006–2016 pracoval ve společnosti Hyundai Motor Manufacturing Czech s.r.o. nejprve jako generální ředitel pro lidské zdroje a poté jako ředitel pro správu majetku, bezpečnost práce a životní prostředí. V květnu 2019 byl jmenován generálním ředitelem akciové společnosti Letiště Ostrava.
Jaromír Radkovský žije v Novém Jičíně. S manželkou Helenou, působící ve funkci obchodní ředitelky, mají dva syny. Jaromír Radkovský je zakladatelem Spolku záchrany kamenného divadla, které se nachází v lokalitě Skalek u Nového Jičína. Je rovněž předsedou sportovního oddílu Yacht Club Nový Jičín a aktivním jachtařem, který přeplul Atlantik.

## Politická kariéra
V komunálních volbách v roce 2014 byl zvolen jako nestraník za hnutí ANO zastupitelem města Nový Jičín. Ve volbách v roce 2018 mandát obhájil již jako člen hnutí ANO. Mandát zastupitele obhájil také v komunálních volbách v roce 2022.
V krajských volbách v roce 2016 byl zvolen jako člen hnutí ANO zastupitelem Moravskoslezského kraje. V červnu 2019 však mandát ukončil z pracovních důvodů.
Ve volbách do Senátu PČR v roce 2022 kandidoval za hnutí ANO v obvodu č. 67 – Nový Jičín. V prvním kole vyhrál s podílem hlasů 28,56 %, a postoupil tak do druhého kola, v němž se utkal s kandidátkou koalice SPOLU (tj. ODS, KDU-ČSL a TOP 09) Ivanou Váňovou. Ve druhém kole prohrál poměrem hlasů 49,20 % : 50,79 %, a senátorem se tak nestal.